# Régis de Trobriand

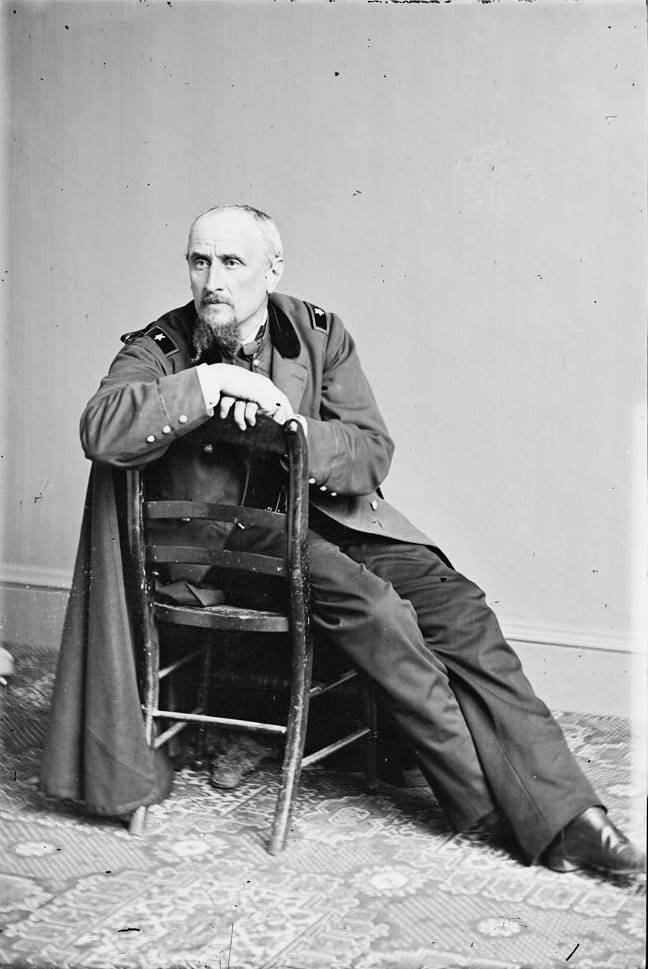
Régis de Trobriand som amerikansk general

Philippe Régis Denis de Keredern de Trobriand, född 4 juni 1816, död 15 juli 1897, var en fransk aristokrat (greve från 1874), författare, tecknare och militär, verksam som general i amerikanska inbördeskriget.
Philippe Régis de Trobriand föddes den 4 juni 1816 på herrgården Château des Rochettes närheten av Tours. Han var son till generalen Baron Joseph de Trobriand, och deras ätt hade en lång historia av militär tjänstgöring. År 1822, vid sex års ålder, flyttade han till Toulouse, där hans far blivit chef för en garnison, och utnämndes till kunglig page till Karl X. Han sändes 1825 till Collége Saint Louis i Paris, men lämnade skolan samma år efter att ha spelat ett spratt tillsammans med sina skolkamrater Baudelaire och d'Alton. Revolutionen 1830 satte stopp för hans karriär i franska militären och hovet då endast anhängare av den nya kungen Ludvig Filip kunde bli officerare. Istället studerade de Trobriand juridik vid högskolorna i Tours och Rennes fram till 1837. Under perioden i Rennes utmanades han tre gånger till dueller, men i två av fallen blev de inte av på grund av de Trobriands rykte som skicklig fäktare. Det var även under denna tid som hans föräldrar dog, hans mor Rosine Hachin de Courbeville år 1832 och hans far 1840. Efter faderns död blev Régis de Trobriand baron, men familjegården Château des Rochettes såldes och arvet delades mellan honom och hans syskon. Han tog därefter arbete i Paris på inrikesministeriet, men skrev under tiden poesi och publicerade sin första roman, Les Gentilshommes de l'Ouest.
År 1841 bestämde han sig spontant för att resa till Amerika under en avskedsmiddag för en kär vän som skulle flytta till Kuba. Han anlände i New York en månad senare och blev introducerad till societeten där av sin vän. I New York skrev han för stadens franskspråkiga tidning Courrier des Etats-Unis, och författade en till bok, Le Rebelle, Nouvelle Canadienne. Han träffade även Mary Mason Jones, dotter till den amerikanska bankiren Isaac Jones, som han gifte sig med i Paris 1843. Paret reste därefter i Europa och blev så förtjusta i Venedig att de bosatte sig där 1844. Under åren i Venedig tillbringade de Trobriand mycket tid med den franska tronpretendenten greven av Chambord, och dennes mor hertiginnan av Berry, av det avsatta kungahuset Bourbon (som han tidigare tjänat som page), och han besökte även den österrikiske vicekungen i staden. Han lärde sig dessutom måleri, sång och musik, samt arbetade på en bok om stadens historia, som han dock aldrig slutförde. År 1847 återvände de, ombedda av hans svärfar, till New York, där han arbetade som frilansjournalist och operarecensent för en lokaltidning.
När det amerikanska inbördeskriget bröt ut 1861 gick de Trobriand med som överste i New Yorks fransk-amerikanska militärenhet Gardes Lafayette. Under krigets fyra år kom han att delta i flera av de viktigaste och dödligaste händelserna. Han förde befäl vid Fredericksburg, Chancellorsville och Gettysburg, och var med när Robert E. Lee kapitulerade i Appomattox.
Efter kriget, då han blivit både generalmajor och amerikansk medborgare, reste han till Paris och skrev boken Quatre ans a l’armee du Potomac som gavs ut i två volymer 1867. Samma år återkallades han och gjordes till befälhavare för Fort Stevenson i North Dakota. Under tiden som Fort Stevensons befälhavare målade han samtidigt av North Dakotas landskap och ursprungsbefolkning. År 1869 förflyttades han till Fort Shaw i Montana och tjänstgjorde senare i Utah, Wyoming, och New Orleans, där han år 1879 gick i pension. Efter hans barnlösa kusins död blev han år 1874 upphöjd till comte, greve. Han tillbringade somrarna i Frankrike och  Bayport, Long Island, där han dog år 1897.